# Vågskvalp
Vågskvalp är en akvarellmålning av den svenske konstnären Anders Zorn. Den målades 1887 och ingår i samlingarna på Statens Museum for Kunst i Köpenhamn sedan 1888.  
Vågskvalp är en genremålning utförd på Dalarö utanför Stockholm där konstnären tillbringade flera somrar på 1880- och 1890-talet hos sin svärmor Henriette Lamm. Under 1880-talet målade Zorn nästan uteslutande i akvarell. Han gjorde sig känd för närstudier av vattenytans skiftande karaktär och skrev i sina minnesanteckningar: "Vad som nu tycks ha lockat mig särskilt var vattnets lek och reflexer, att riktigt få det att röra sig, sätta vågorna och allt i perspektiv och vetenskapligt förklara allt med minutiös skärp". Han målade flera tavlor med skimrande vattenytor från Dalarö, till exempel Sommarnöje (1886), Ute (1888) och Reflexer (1889). 
Vid tidpunkten var Dalarö känd som sommarnöje för konstnärer såsom Ernst Josephson, August Hagborg, Eva Bonnier och Robert Thegerström. I Vågskvalp syns ett par finklädda sommargäster i bakgrunden. Kvinnan bär liknande kläder som konstnärens hustru Emma Zorn gjorde när hon stod modell för kvinnan i Sommarnöje. Året därpå reste paret Zorn till en annan känd konstnärskoloni: St Ives i Cornwall. Där målade han bland annat Fiskmarknad i St Ives (1888) som avbildar en stark kvinna i profil och som har likheter med kvinnan i Vågskvalps förgrund. Det var i Cornwall som Zorn inledde övergången till arbeta med oljefärg.

## Relaterade målningar

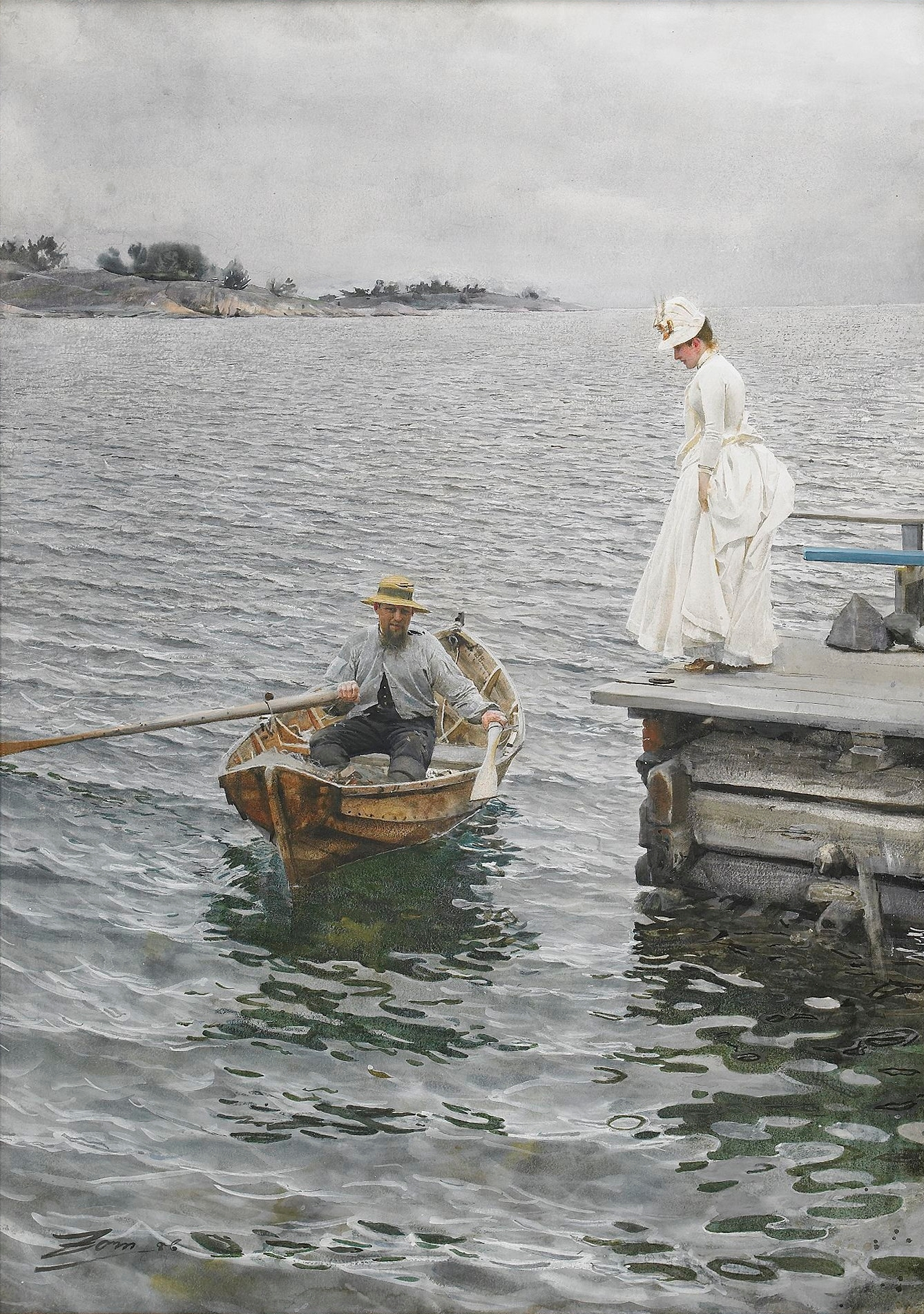
Sommarnöje (1886) är också målad på Dalarö.
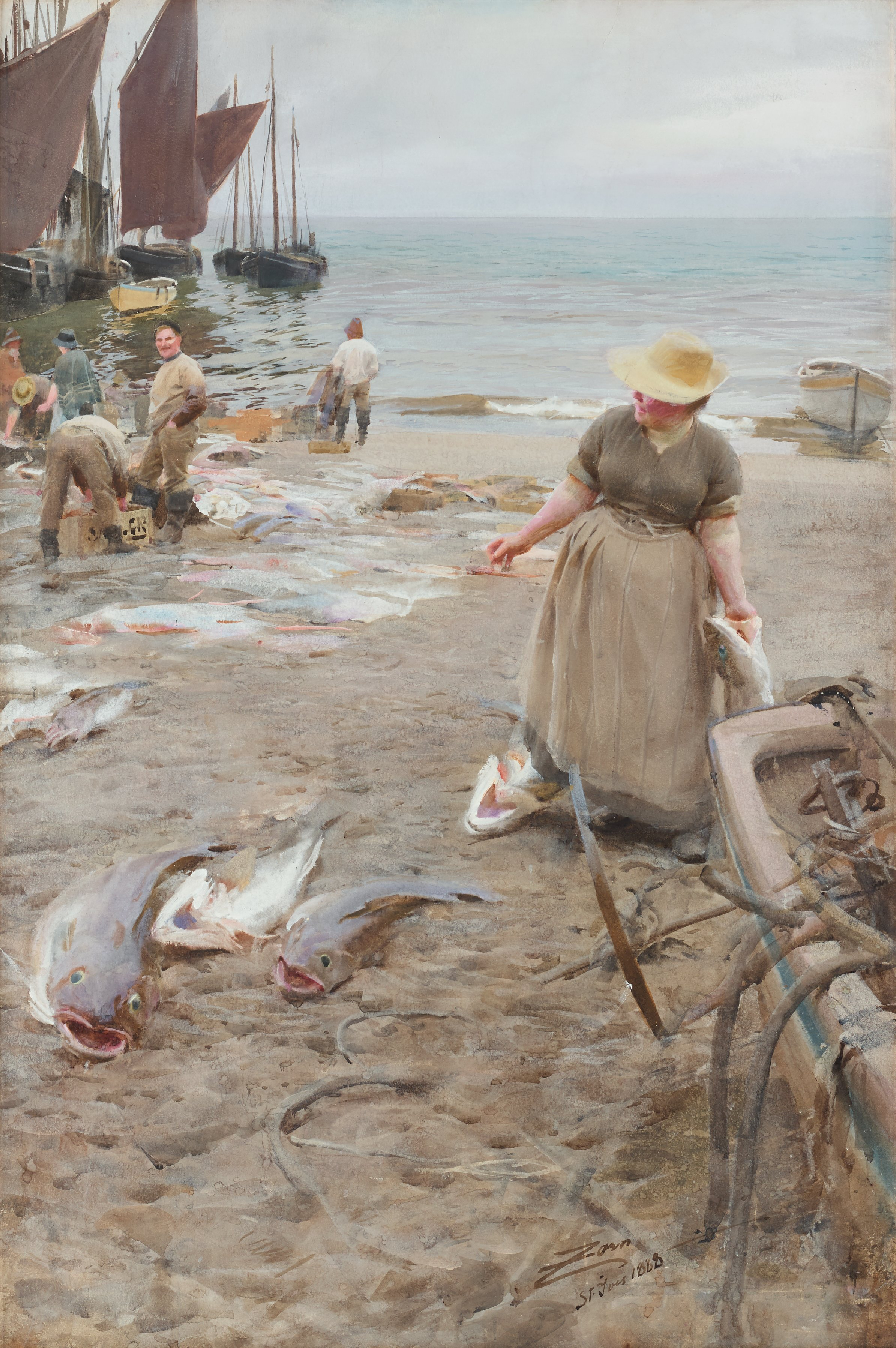
Fiskmarknad i St Ives som målades under Zorns vistelse i Cornwall 1888. Privat ägo (100 x 76,5 cm).